# Лысенко, Николай Николаевич
Никола́й Никола́евич Лысе́нко (17 мая 1961, Иркутск) — российский праворадикальный политик, лидер НРПР.

## Биография
Родился 17 мая 1961 года в Иркутске. Окончил Ленинградский ветеринарный институт по специальности ветеринар. В 1989 году стал сотрудником газеты. В 1991 году создал и возглавил Национально-республиканскую партию России. В 1993 году стал депутатом Госдумы по одномандатному округу от Саратова, где прославился своими экстравагантными акциями, такими как демонстративный разрыв украинского флага и подбрасывание взрывпакета вблизи гостиницы «Словакия». В 1994 окончил РГПУ имени А. И. Герцена.
9 сентября 1995 года стал участником драки в Госдуме. Лысенко обвинил Глеба Якунина в том, что тот не имеет права носить рясу церковнослужителя, так как был лишён сана. После чего сорвал с него крест и начал им размахивать.
5 декабря 1995 года в кабинете Н. Н. Лысенко в Государственной Думе произошёл взрыв. По версии лидера НРПР, за организацией взрыва стояли чеченцы или работавшие в здании турки, однако оппоненты считали, что взрыв был очередным рекламным трюком Лысенко в преддверии парламентских выборов. В мае 1996 года Лысенко был арестован по обвинению в организации взрыва в собственном кабинете. Проведя более года в предварительном заключении, 6 октября 1997 года Лысенко был оправдан судом по обвинению в организации взрыва, но признан виновным в хищении компьютера, принадлежавшего Думе, и приговорён к 1,5 годам лишения свободы, которые политик отбыл, находясь в предварительном заключении. Возглавлял Центр исследований Кавказа и Востока при Российском государственном торгово-экономическом университете (РГТЭУ). Сотрудничает с Российским общенародным союзом. Активный участник возрождения казачества, как отдельной национальности.
Н. Н. Лысенко было написано несколько исторических работ:
- Асы-аланы в Восточной Скифии[7];
- Аланы против великих империй[8];
- Геноцид казаков в Советской России и СССР 1918—1933 гг.[9].

Данные работы подверглись критике со стороны учёного сообщества, после чего Лысенко в научных кругах получил прозвище «Троянский конь дилетантизма».
В Осетии имеет статус известного русского алановеда, доктора исторических наук, являлся председателем фонда Азии и Кавказа «Ариана».
Кандидат в президенты России в 1996 году, снял свою кандидатуру.
В 2000 году поддержал Григория Явлинского.